# Джиро дель Капо
Джиро дель Капо (англ. Giro del Capo) — шоссейная многодневная велогонка, проходившая по территории ЮАР с 1992 по 2010 год.

## История
Гонка была создана в 1992 году как многодневная и проходила среди любителей. С 1996 года стала профессиональной.
С 2005 году вошла в календарь Африканского тура UCI с категорией 2.2. В 2009 году изменила свой формат и прошла в виде четырёх однодневных гонок под общим названием Giro del Capo Challenge, имевших категорию 2.1
В 2010 гонка прошла последний раз и уже в рамках национального календаря.
Маршрут гонки проходил в окрестностях Кейптауна.

## Призёры
| Год                     | Победитель          | Второй              | Третий                |
| ----------------------- | ------------------- | ------------------- | --------------------- |
| Giro del Capo           |                     |                     |                       |
| 1992                    | Эндрю Маклин        |                     |                       |
| 1993                    | Эндрю Маклин        | Вилли Энгельбрехт   | Михаил Тетерюк        |
| 1994                    | Эндрю Маклин        |                     |                       |
| 1995                    | Майкл Андерссон     |                     |                       |
| 1996                    | Скотт Мерсье        | Эндрю Маклин        | Сергей Иванов         |
| 1997                    | Эндрю Маклин        | Мэтт Уайт           | Пол Броснан           |
| 1998                    | Тимоти Джонс        | Харальд Моршер      | Сальваторе Коммессо   |
| 1999                    | Дави Дюббелман      | Дэвид Джордж        | Николас Уайт          |
| 2000                    | Николас Уайт        | Коси Лаубсер        | Жак-Луис Ван Викк     |
| 2001                    | Петр Хмелевский     | Николас Уайт        | Лубор Тесарж          |
| 2002                    | Дэвид Джордж        | Даниэль Спенс       | Петр Хмелевский       |
| 2003                    | Дэвид Джордж        | Даррен Лилл         | Джекобс Одендаал      |
| 2004                    | Дэвид Джордж        | Нейл Макдональд     | Лубор Тесарж          |
| 2005                    | Тиаан Каннемейер    | Райан Кокс          | Дэвид Копп            |
| 2006                    | Петер Велиц         | Дэвид Джордж        | Райан Кокс            |
| 2007                    | Александр Ефимкин   | Феликс Карденас     | Дэвид Джордж          |
| 2008                    | Кристиан Фаннбергер | Крис Фрум           | Жак Янсе ван Ренсбург |
| Giro del Capo Challenge |                     |                     |                       |
| 2009                    | Роберт Хантер       | Кристофф Ван Герден | Йоханн Раби           |
| 2009 (2)                | Арран Браун         | Роберт Хантер       | Нолан Хоффман         |
| 2009 (3)                | Стив Каммингс       | Йоханн Раби         | Деннис ван Никерк     |
| 2009 (4)                | Крис Фрум           | Джей Роберт Томсон  | Дэрил Импи            |
| Giro del Capo           |                     |                     |                       |
| 2010                    | Дэвид Джордж        | Кевин Эванс         | Барри Стандер         |